# Orális fogamzásgátló tabletta
Az orális fogamzásgátlók vagy fogamzásgátló tabletták, rövidítve OCP-k, olyan gyógyszerek, amelyek szájon át szedhetők fogamzásgátlás céljából.

## Női
Kétféle, naponta egyszer bevehető női orális fogamzásgátló tabletta van, ami széles körben elérhető:
- A kombinált orális fogamzásgátló tabletta ösztrogént és progeszteront tartalmaz.
- A csak progesztogént tartalmazó tabletta.
- Az ormeloxifen egy szelektív ösztrogénreceptor modulátor, amelynek előnye, hogy csak hetente egyszer kell bevenni.

A sürgősségi fogamzásgátlási tabletták közösüléskor vagy az azt követő néhány napon belül vehetők be:
- Levonorgestrel, Plan B márkanéven árusítva
- Uliprisztál-acetát
- A mifepriszton és a misoprostol kombinálva több mint 95%-ban hatásos a terhesség első 50 napjaiban.

## Férfi
- A férfi orális fogamzásgátlók jelenleg nem kaphatók a kereskedelemben, bár számos lehetőség van kutatások és fejlesztések különböző szakaszaiban.

## Fordítás
Ez a szócikk részben vagy egészben  az   Oral contraceptive pill című angol Wikipédia-szócikk ezen változatának fordításán alapul.  Az eredeti cikk szerkesztőit annak laptörténete sorolja fel. Ez a jelzés csupán a megfogalmazás eredetét és a szerzői jogokat jelzi, nem szolgál a cikkben szereplő információk forrásmegjelöléseként.